# Dakosaurus
Dakosaurus é um gênero extinto de crocodilo pré-histórico, é da família Metriorhynchidae viveu do período Jurássico Superior até o Cretáceo Inferior como o Metriorhynchus, ele foi adaptado a vida na água e sua cauda, braços e pernas se transformaram em nadadeiras.
Como ele não é um peixe,o Dakossauro tinha que colocar a cabeça para fora da água sendo presa fácil pra mosassauros, elasmossauros e outros répteis marinhos. Sua alimentação é carnívoro.

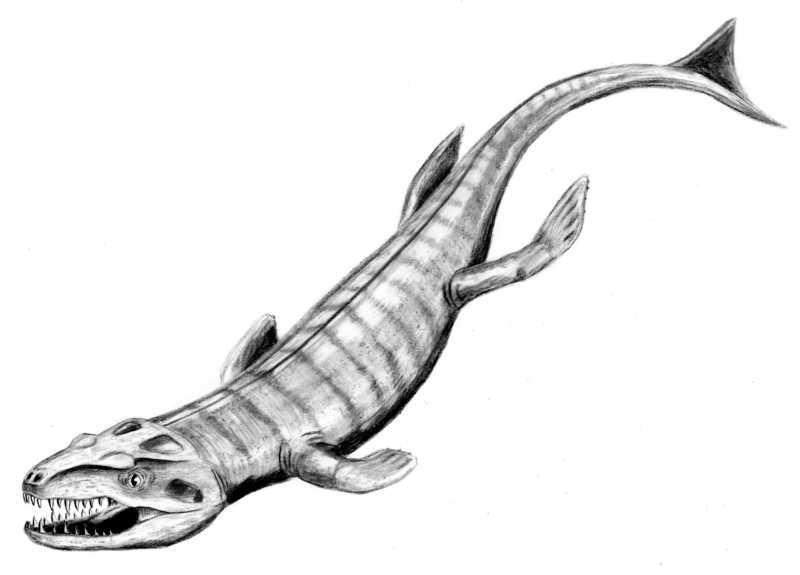
desenho da espécie Dakosaurus andiniense

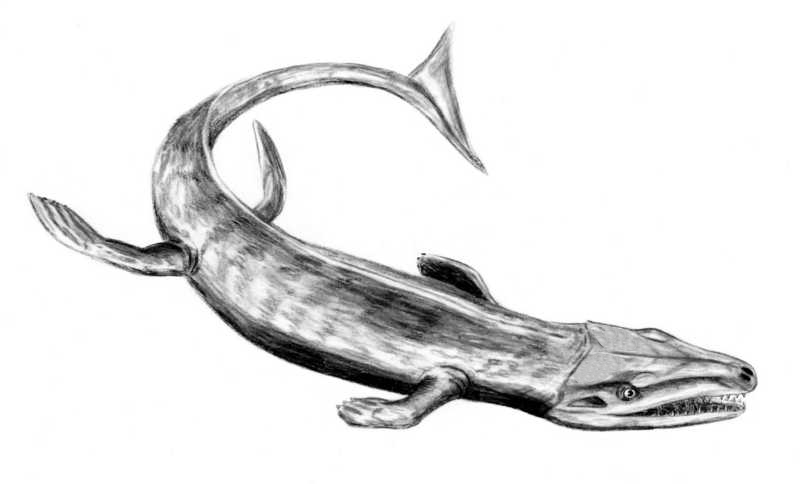
desenho da espécie Dakosaurus maximus